# Cossypha heinrichi
Pisco-de-cabeça-branca ou cossifa-de-cabeça-branca (Cossypha heinrichi) é uma espécie de ave da família Muscicapidae.
Pode ser encontrada nos seguintes países: Angola e República Democrática do Congo.
Os seus habitats naturais são: florestas subtropicais ou tropicais húmidas de baixa altitude e savanas áridas.
Está ameaçada por perda de habitat.